# Deutsche Meisterschaft (Dart)

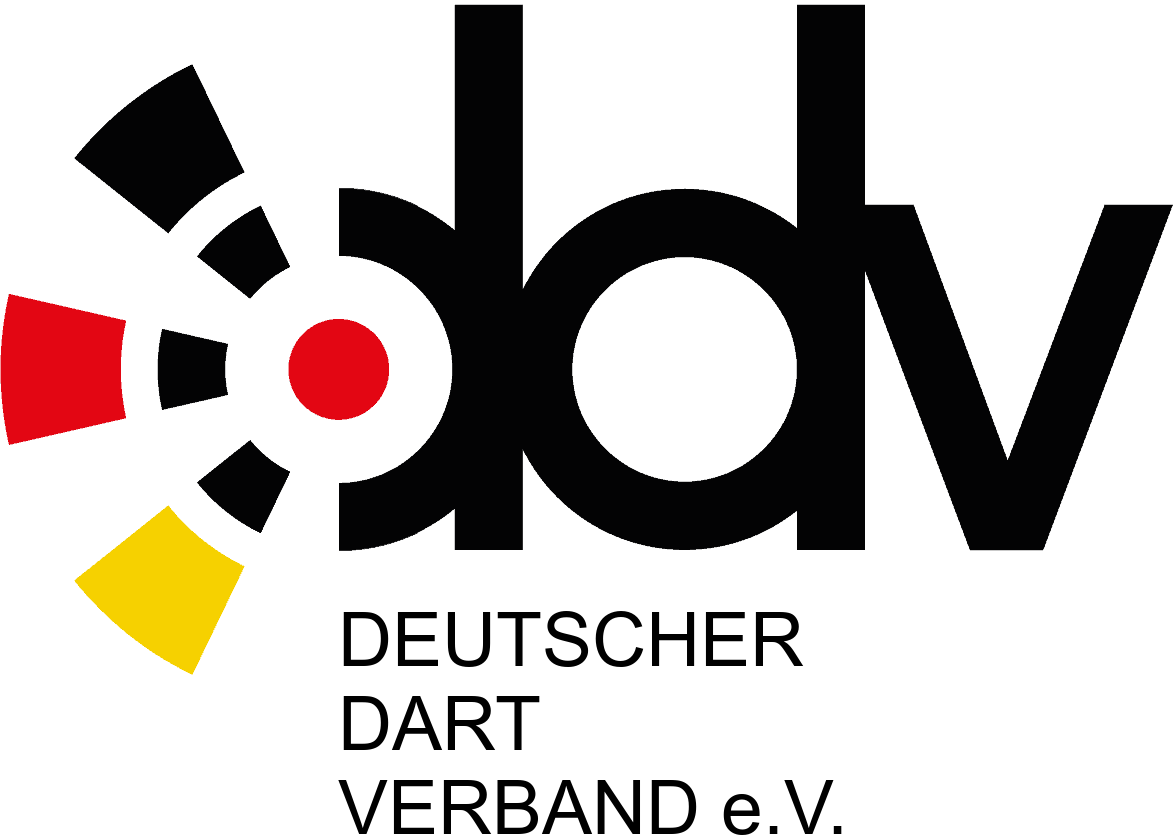
DDV – Deutscher Dart-Verband
durchführender Verband

Die deutsche Meisterschaft im Dart wird einmal jährlich vom Deutschen Dart-Verband (DDV) ausgetragen. In mehreren Disziplinen wird der Titel Deutscher Meister ausgespielt. Gespielt wird in unterschiedlichen Turniermodi, aber stets im Spiel 501 Double Out. Alle Einzeltitel werden an zwei Turniertagen ausgespielt. Neben den Hauptdisziplinen werden, u. a. als Nebenturniere bei anderen Ranglistenturnieren des DDV, Titel im Doppel, Two-Person, Mixed, Mixed Triple und im Viererteam vergeben. Unregelmäßig folgen weitere Titel als Zusatzturniere, wie z. B. die deutsche Seniorenmeisterschaft.
Im Jahr 2001 kam es, bedingt durch eine Umstellung der Saisonlaufzeiten, zu zwei ausgetragenen Meisterschaften auf nationaler Ebene.
Zur Teilnahme berechtigt ist jedes Mitglied des DDV, welches das Startgeld bezahlt und nicht mit einer Sperre belegt ist. Eine gesonderte Qualifikation zur Meisterschaft findet nicht statt. Der Sieger erhält, neben dem Preisgeld und dem Pokal, außerdem einen Startplatz bei den German Masters, welcher die Teilnehmerquote des jeweiligen Landesverbandes nicht belastet.
Rekordmeister ist, mit großem Abstand, Heike Ernst, die alleine im Einzel bereits zehnmal Deutscher Meister werden konnte. Dazu kommen weitere Titel in den Doppelwettbewerben. Bei den Herren gibt es keinen so deutlich herausragenden Spieler. Allerdings konnten auch Andreas Kröckel, Colin Rice, Tomas Seyler, Andree Welge und Kevin Münch ihren Titelgewinn bereits wiederholen. Ulrich Meyer-Schlüter und Kevin Münch gelang es, nach Titelgewinnen in der Jugend, auch bei den Erwachsenen zu gewinnen.

## Deutsche Meister
Sieger in den Einzelwettbewerben:
| Jahr    | Herren Einzel                   | Damen Einzel       | Junioren              | Juniorinnen         |
| ------- | ------------------------------- | ------------------ | --------------------- | ------------------- |
| 1982    | Wolfgang Damm                   | nicht ausgetragen  | nicht ausgetragen     | nicht ausgetragen   |
| 1983    | Peter Hummel                    | nicht ausgetragen  | nicht ausgetragen     | nicht ausgetragen   |
| 1984    | Bernd Hebecker                  | Bianca Schmidt     | nicht ausgetragen     | nicht ausgetragen   |
| 1985    | Rolf Kahrau                     | Birgit Thomas      | nicht ausgetragen     | nicht ausgetragen   |
| 1986    | Dieter Sentrup                  | Sabine Eggerer     | Helge Horst           | nicht ausgetragen   |
| 1987    | Wolfgang Nolte                  | Ela Worms          | Christian Groner      | nicht ausgetragen   |
| 1988    | Dieter Schutsch                 | Gabi Kosuch        | Ulrich Meyer-Schlüter | nicht ausgetragen   |
| 1989    | Rainer Halfmann                 | Gabi Kosuch        | Rene Cheng            | nicht ausgetragen   |
| 1990    | Andreas Kröckel                 | Andrea Leipold     | Dirk Hagemeister      | nicht ausgetragen   |
| 1991    | Bert Hansen                     | Marion Diehn       | Dieter Hartenfles     | nicht ausgetragen   |
| 1992    | Kai Pfeiffer                    | Heike Ernst        | Christian Lechtken    | nicht ausgetragen   |
| 1993    | Bernhard Willert                | Heike Ernst        | Karsten Wieggrebe     | nicht ausgetragen   |
| 1994    | Frank Mast                      | Heike Ernst        | Karsten Wieggrebe     | nicht ausgetragen   |
| 1995    | Colin Rice                      | Gabi Kosuch        | Sascha Busche         | nicht ausgetragen   |
| 1996    | Colin Rice                      | Heike Ernst        | Carsten Hoffmann      | Lydia Scheumann     |
| 1997    | Olaf Cremer                     | Bianka Strauch     | Daniel Rebsch         | Nina Keit           |
| 1998    | Olaf Tupuschies                 | Heike Ernst        | Damir Vuckovac        | Barbara Rönning     |
| 1999    | Marcel Schmidt                  | Kerstin Niederau   | Jerry Wulff           | Miriam Hipper       |
| 2000    | Thomas Wille                    | Heike Ernst        | Sascha Steinbusch     | Michelle Sossong    |
| 2001/5  | Ulrich Meyer-Schlüter           | Heike Ernst        | Michael Karkoska      | Michelle Sossong    |
| 2001/10 | Tomas Seyler                    | Bianka Strauch     | Michael Karkoska      | Nicole Osthues      |
| 2002    | Andree Welge                    | Beatrix Kröckel    | Danny Klimek          | Nicole Osthues      |
| 2003    | Tomas Seyler                    | Heike Ernst        | Sven Flück            | Viktoria Weber      |
| 2004    | Tomas Seyler                    | Heike Ernst        | Kevin Münch           | Vanessa Scheja      |
| 2005    | Andreas Kröckel                 | Heike Ernst        | Kevin Münch           | Viktoria Weber      |
| 2006    | Michael Rosenauer               | Marene Csepeli     | Daniel Zygla          | Kerstin Lederbogen  |
| 2007    | Colin Rice                      | Bianka Strauch     | Alexander Glatthorn   | Jenny Lieverkus     |
| 2008    | Andree Welge                    | Monique Leßmeister | Alexander Glatthorn   | Jenny Lieverkus     |
| 2009    | Karsten Koch                    | Karina Känzig      | Giuliano de Marinis   | Michelle Wagner     |
| 2010    | Kevin Münch                     | Stefanie Lück      | Arno Merk             | Jenny Steiert       |
| 2011    | Klaus Rohlederer                | Irina Armstrong    | Max Hopp              | Michelle Wagner     |
| 2012    | Marko Puls                      | Irina Armstrong    | Max Hopp              | Ann-Kathrin Wigmann |
| 2013    | Kevin Münch                     | Anne Willkomm      | Hendrik Dane          | Anna-Maria Schulze  |
| 2014    | Daniel Zygla                    | Stefanie Lück      | Martin Schindler      | Lena Edge           |
| 2015    | Pavel Jirkal                    | Stefanie Rennoch   | Nico Schlund          | Nina Puls           |
| 2016    | Martin Schindler                | Irina Armstrong    | Nico Schlund          | Christina Schuler   |
| 2017    | wg. Dopingfall kein Dt. Meister | Stefanie Lück      | Nico Blum             | Denise Schuler      |
| 2018    | Ricardo Pietreczko              | Monique Leßmeister | Tobias de Vriesere    | Christina Schuler   |
| 2019    | Pascal Wirotius                 | Monique Leßmeister | Oliver Lars Pieper    | Christina Schuler   |
| 2020    | nicht ausgetragen               | nicht ausgetragen  | nicht ausgetragen     | nicht ausgetragen   |
| 2021    | nicht ausgetragen               | nicht ausgetragen  | nicht ausgetragen     | nicht ausgetragen   |
| 2022    | Ole Holtkamp                    | Stefanie Lück      | Liam Maendl-Lawrence  | Wibke Riemann       |
| 2023    | Mitja Gustorf                   | Irina Armstrong    | Yorik Hofkens         | Kira Mertens        |